# Kayabeyi, Çıldır
Kayabeyi là một xã thuộc huyện Çıldır, tỉnh Ardahan, Thổ Nhĩ Kỳ. Dân số thời điểm năm 2010 là 190 người.